# Астон, Альфред
Альфре́д Асто́н (фр. Alfred Aston, 16 мая 1912 — 10 февраля 2003) — французский футболист, нападающий сборной Франции, участник чемпионатов мира 1934 и 1938.

## Карьера

### Клубная
Первым профессиональным клубом Альфреда Астона был парижский «Ред Стар». До прихода в футбол Астон работал помощником жокея в Шантийи
. В составе «Ред Стар» нападающий участвовал в первом чемпионате Франции и стал самым молодым игроком турнира. В 1938 году форвард перешёл в «Расинг», с которым дважды становился обладателем кубка Франции. В 1941 году Альфред Астон вернулся в «Ред Стар», выступал в нём до 1946 года и ещё дважды выходил в финал национального кубка. Сезон 1946/47 нападающий закончил в «Анже». Летом 1947 года Астон вернулся в Париж (в клуб «Стад Франсе») и стал таким образом первым и до настоящего времени единственным игроком, выступавшим в Лиге 1 за три разных парижских клуба.
В дальнейшем Фред Астон выступал в Лиге 2 и за четвёртый в своей карьере парижский клуб — «Серкль Атлетик». Всего форвард провёл 10 сезонов в Дивизионе 1, сыграл 241 матч, в которых забил 57 голов.

### В сборной
Альфред Астон дебютировал в сборной Франции 11 марта 1934 года в товарищеском матче с Швейцарией. В отборочном матче к ЧМ—1934 матче против сборной Люксембурга, сыгранном 15 апреля 1934 года форвард забил первый гол за «трёхцветных»
. Астон попал в заявку национальной сборной для участия в чемпионате мира—1934 и сыграл в матче против Австрии
. Нападающий принимал участие и в следующем чемпионате мира, где сыграл в обоих матчах своей команды.
В последний раз за сборную Альфред Астон выступал 19 мая 1946 года в товарищеском матче со сборной Англии
. Всего нападающий провёл за национальную команду 31 матч, в которых забил 5 голов.

### Тренерская
Альфред Астон был играющим тренером в «Серкль Атлетик» в сезоне 1950/51. С 1952 по 1956 годы возглавлял «Тур».

## Статистика
| Матчи Астона за сборную Франции | Матчи Астона за сборную Франции | Матчи Астона за сборную Франции | Матчи Астона за сборную Франции | Матчи Астона за сборную Франции | Матчи Астона за сборную Франции | Матчи Астона за сборную Франции |
| ------------------------------- | ------------------------------- | ------------------------------- | ------------------------------- | ------------------------------- | ------------------------------- | ------------------------------- |
| №                               | Дата                            | Оппонент                        | Счёт                            | Голы Астона                     | Соревнование                    |                                 |
| 1                               | 11 марта 1934                   | Швейцария                       | 0:1                             | -                               | Товарищеский матч               |                                 |
| 2                               | 25 марта 1934                   | Чехословакия                    | 1:2                             | -                               | Товарищеский матч               |                                 |
| 3                               | 15 апреля 1934                  | Люксембург                      | 6:1                             | 1                               | Отборочный матч ЧМ—1934         |                                 |
| 4                               | 10 мая 1934                     | Нидерланды                      | 5:4                             | -                               | Товарищеский матч               |                                 |
| 5                               | 27 мая 1934                     | Австрия                         | 2:3                             | -                               | ЧМ—1934                         |                                 |
| 6                               | 17 февраля 1935                 | Италия                          | 1:2                             | -                               | Товарищеский матч               |                                 |
| 7                               | 17 марта 1935                   | Германия                        | 1:3                             | -                               | Товарищеский матч               |                                 |
| 8                               | 14 апреля 1935                  | Бельгия                         | 1:1                             | -                               | Товарищеский матч               |                                 |
| 9                               | 19 мая 1935                     | Венгрия                         | 2:0                             | -                               | Товарищеский матч               |                                 |
| 10                              | 27 октября 1935                 | Швейцария                       | 1:2                             | -                               | Товарищеский матч               |                                 |
| 11                              | 12 января 1936                  | Нидерланды                      | 1:6                             | -                               | Товарищеский матч               |                                 |
| 12                              | 13 декабря 1936                 | Югославия                       | 1:0                             | -                               | Товарищеский матч               |                                 |
| 13                              | 23 мая 1937                     | Ирландия                        | 0:2                             | -                               | Товарищеский матч               |                                 |
| 14                              | 24 марта 1938                   | Болгария                        | 6:1                             | 2                               | Товарищеский матч               |                                 |
| 15                              | 26 мая 1938                     | Англия                          | 2:4                             | -                               | Товарищеский матч               |                                 |
| 16                              | 5 июня 1938                     | Бельгия                         | 3:1                             | -                               | ЧМ—1938                         |                                 |
| 17                              | 12 июня 1938                    | Италия                          | 1:3                             | -                               | ЧМ—1938                         |                                 |
| 18                              | 4 декабря 1938                  | Италия                          | 0:1                             | -                               | Товарищеский матч               |                                 |
| 19                              | 22 января 1939                  | Польша                          | 4:0                             | -                               | Товарищеский матч               |                                 |
| 20                              | 16 марта 1939                   | Венгрия                         | 2:2                             | -                               | Товарищеский матч               |                                 |
| 21                              | 8 марта 1942                    | Швейцария                       | 0:2                             | -                               | Товарищеский матч               |                                 |
| 22                              | 15 марта 1942                   | Испания                         | 0:4                             | -                               | Товарищеский матч               |                                 |
| 23                              | 24 декабря 1944                 | Бельгия                         | 3:1                             | 1                               | Товарищеский матч               |                                 |
| 24                              | 8 апреля 1945                   | Швейцария                       | 0:1                             | -                               | Товарищеский матч               |                                 |
| 25                              | 26 мая 1945                     | Англия                          | 2:2                             | -                               | Товарищеский матч               |                                 |
| 26                              | 6 декабря 1945                  | Австрия                         | 1:4                             | -                               | Товарищеский матч               |                                 |
| 27                              | 15 декабря 1945                 | Бельгия                         | 1:2                             | 1                               | Товарищеский матч               |                                 |
| 28                              | 7 апреля 1946                   | Чехословакия                    | 3:0                             | -                               | Товарищеский матч               |                                 |
| 29                              | 14 апреля 1946                  | Португалия                      | 1:2                             | -                               | Товарищеский матч               |                                 |
| 30                              | 5 мая 1946                      | Австрия                         | 3:1                             | -                               | Товарищеский матч               |                                 |
| 31                              | 19 мая 1946                     | Англия                          | 2:1                             | -                               | Товарищеский матч               |                                 |

Итого: 31 матч / 5 голов; 11 побед, 3 ничьих, 17 поражений.

## Достижения
- Обладатель кубка Франции (3): 1938/39, 1939/40, 1941/42
- Финалист кубка Франции (1): 1945/46